# The Killing Moon
The Killing Moon (в переводе с англ. — «Луна-убийца») — песня английской группы Echo & the Bunnymen.
Британский журнал New Musical Express включил данную композицию в свой список «500 величайших песен всех времён», разместив её в нём на 481-й позиции.

## История создания
Песня была выпущена синглом 20 января 1984 года, а в мае того же года вышла на четвёртом альбоме Ocean Rain. Она стала одним из самых успешных хитов группы, заняв 9 строчку чарта UK Singles Chart и продержавшись в нём шесть недель, а также считается одной из лучших песен группы. Вокалист Иэн Маккаллох заявлял: «Когда я пою „The Killing Moon“, я знаю что в мире нет группы, у которой есть песня похожая на эту».
Сингловая версия песни на минуту короче альбомной. Би-сайдом к семидюймовой версии сингла стала песня «Do It Clean». Двенадцатидюймовая пластинка же включала в себя, помимо основной песни, удлинённую версию «The Killing Moon», получившую название «(All Night Version)» и концертную версию «Do It Clean», записанную 18 июля 1983 года в концертном зале Альберт-холл. Все би-сайды вошли в состав бокс-сета 2001 года Crystal Days: 1979—1999.
Согласно информации из буклета бокс-сета Crystal Days, Иэн Маккаллох однажды утром проснулся с фразой «fate up against your will» в голове.

## Видеоклип
Клип на песню снят в синеватых тонах и начинается с показа месяца, отражённого в воде. Затем показана человеческая фигура в одеянии, доходящем до пола, стоящая на корабле, на котором вместо парусов развеваются длинные белые куски ткани. Иэн Маккаллох поёт в темноте, освещаемый качающейся лампой, символизирующей луну. Некто, снятый в красных тонах, зачерпывает ладонями воду из круглого таза, в котором отражается месяц, становящийся всё тоньше. Следующие кадры также сняты в красных тонах и показывают группу, сидящую в каюте и играющую в карты. Потом тона вновь становятся синими, развевающаяся ткань затихает и корабль покрываются льдом. На заснеженной корме лежит канделябр с ещё горящими свечами и фигура в длинном одеянии направляется к краю корабля. Клип кончается кадрами месяца, отражённого в воде.

## Кавер-версии
«The Killing Moon» была перепета различными музыкантами:
- Кавер-версия песни была записана американской дэт-рок-певицей Eva O и вошла в сборник 1998 года New Wave Goes to Hell.
- Американская инди-рок-группа Pavement выпустила концертную версию песни на своём мини-альбоме 1999 года Major Leagues.
- Американская сайкобилли-группа The Quakes записала кавер-версию песни для своего альбома 2001 года Last of the Human Beings.
- В 2005 году вышел испанский трибьют-альбом Play the Game — Un Tributo a Echo & the Bunnymen, на котором «The Killing Moon» исполнила группа Maydrim.
- Американский певец Грант-Ли Филлипс записал акустическую версию песни для своего кавер-альбома 2006 года Nineteeneighties.
- Французская группа Nouvelle Vague сделала песню открывающей их кавер-альбом 2006 года Bande à Part.
- Австралийка Вэнди Рул поместила кавер-версию песни би-сайдом своего сингла «Artemis».
- Австралийская рок-группа Something for Kate записала песню для обратной стороны сингла «Cigarettes and Suitcases», выпущенного в 2006 году.
- Американский певец Грег Ласвелл выпустил кавер-версию песни на своём мини-альбоме 2009 года Covers.
- Американская рутс-рок-группа The Great Crusades записала кавер-версию песни для своего альбома Fiction To Shame (2010).
- Американский музыкант Брайан Лопеc записал песню для своего альбома 2011 года Ultra. На песню был также снят клип.
- Норвежская группа a-ha включила песню в свой живой альбом 2017 года MTV Unplugged – Summer Solstice

## Использование в поп-культуре
- Песня прозвучала в фильме 1997 года Убийство в Гросс-Пойнте, в сцене когда Деби делится с радиослушателями впечатлениями от первой за десять лет встречи с Мартином.
- Песня прозвучала в фильме 1998 года Джиа.
- Песня звучит в начале культового фильма 2001 года Донни Дарко. Эта песня была использована режиссёром Ричардом Келли в последний момент, после того, как ему не удалось получить авторские права на песню INXS «Never Tear Us Apart». В режиссёрской версии фильма в начале звучит «Never Tear Us Apart», а «The Killing Moon» используется, как было задумано, в сцене хеллоуиновской вечеринки ближе к концу фильма.
- Песня прозвучала в фильме 2004 года Соседка, в сцене когда главный герой впервые увидел новую соседку.
- Песня звучит в части скейт-фильма 2005 года «First Love», посвящённой Шило Грейтхаусу.
- Песня была использована в британской рекламе американского телесериала Сверхъестественное.
- Песня была использована в сноубордистском фильме 2006 года More, производства Absinthe films.
- Песню включили в рекламный ролик сериала Events that Shook the World, снятого каналом Discovery World и показанного в 2009 году.
- В пятом эпизоде второго сезона британского сериала Плохие, Саймон Беллами слушает песню в наушниках.
- Название песни носит пятый эпизод девятого сезона американского сериала Холм одного дерева.
- Песня звучит в рекламном ролике Audi «Vampire Party», показанном в 2012 году.[5]
- World of Warcraft имеет несколько отсылок к песне. Два задания при игре за альянс носят названия «Fate, Up Against Your Will» и «The Killing Time» по сточкам песни.

## Список композиций
7" сингл
1. «The Killing Moon» — 5:43
2. «Do It Clean» — 2:44

12" сингл
1. «The Killing Moon» (All Night Version) — 9:05
2. «The Killing Moon» — 5:45
3. «Do It Clean» (Recorded live at the Royal Albert Hall London 18 July 1983) — 6:28

## Список дисков, на которых выпускалась песня
- Songs to Learn & Sing (1985)
- New Live and Rare (1988)
- Ballyhoo (1997)
- Crystal Days: 1979—1999 (2001)
- Live in Liverpool (2002)
- Me, I’m All Smiles (2006)
- More Songs to Learn and Sing (2006)
- B-sides & Live (2001—2005) (2007)
- Killing Moon: The Best of Echo & the Bunnymen (2007)
- The Works (2008)

## Чарты

### Недельные чарты
| Чарт (1984)                     | Высшая позиция |
| ------------------------------- | -------------- |
| Australia (Kent Music Report)   | 96             |
| Irish Singles Chart             | 7              |
| New Zealand (Recorded Music NZ) | 12             |
| UK Singles Chart                | 9              |

### Годовые чарты
| Чарт (1984)                     | Высшая позиция |
| ------------------------------- | -------------- |
| New Zealand (Recorded Music NZ) | 46             |